# Volavérunt (pel·lícula)
Volavérunt és una pel·lícula espanyola dirigida per Bigas Luna, adaptació de la novel·la homònima d'Antonio Larreta, guanyadora del Premi Planeta el 1980.
La pel·lícula va ser presentada dins de la secció oficial del Festival Internacional de Cinema de Sant Sebastià 1999. En aquesta mateixa edició del festival Aitana Sánchez-Gijón va aconseguir la Conquilla de plata a la millor actriu per aquesta pel·lícula.
El pressupost de la pel·lícula, un dels més elevats en la història del cinema espanyol, va ascendir a 1.200 milions de pessetes.

## Sinopsi
El 23 de juliol de 1802, la Duquessa d'Alba, la més rica i alliberada dona dels seus temps, ofereix una gala per a inaugurar el seu nou palau. L'assistència és extraordinària: el Primer Ministre Manuel Godoy, el pintor Goya i Pepita Tudó, amant de Godoy i model de Goya del seu quadre més famós La maja nua. L'endemà al matí, la Duquessa d'Alba apareix morta en el seu llit en misterioses circumstàncies.

## Repartiment
- Aitana Sánchez-Gijón - Duquessa d'Alba
- Penélope Cruz - Pepita Tudó
- Jordi Mollà - Manuel Godoy
- Jorge Perugorría - Francisco de Goya
- Stefania Sandrelli - Maria Lluïsa de Parma, reina consort d'Espanya
- Carlos La Rosa - Carles IV d'Espanya
- Olivier Achard - Grognard
- Jean-Marie Juan - Ramón Pignatelli
- Ayanta Barilli - Duquessa d'Osuna
- Alberto Demestres - Isidoro Maiquez
- Chema Mazo – Cap de la policia de Madrid

## Premis
XV Premis Goya
| Categoria                                | Persona             | Resultat |
| ---------------------------------------- | ------------------- | -------- |
| Goya a la millor direcció artística      | Luis Vallés         | Candidat |
| Goya al millor disseny de vestuari       | Franca Squarciapino | Candidat |
| Goya a la millor fotografia              | Paco Femenía        | Candidat |
| Goya al millor maquillatge i perruqueria | diversos            | Candidat |

Festival Internacional de Cinema de Sant Sebastià
| Categoria                             | Persona              | Resultat   |
| ------------------------------------- | -------------------- | ---------- |
| Conquilla d'Or                        |                      | Candidat   |
| Conquilla de Plata a la millor actriu | Aitana Sánchez Gijón | Guanyadora |